# Eric Osborne
Pour les articles homonymes, voir Osborne.
Eric David Osborne est un acteur et musicien canadien.

## Biographie
Eric Osborne est né en février 1997 à Oshawa en Ontario. Sa famille a déménagé à Newcastle, où il a grandi.
De juillet 2013 à juillet 2015, Eric Osborne avait le rôle de Miles Hollingsworth III dans la série jeunesse canadienne Degrassi : La Nouvelle Génération. Il reprend le même rôle dans la suite de cette dernière : Degrassi : La Nouvelle Promo. La série télévisée est disponible sur Netflix depuis janvier 2016.

## Filmographie
- 2013-2015 : Degrassi : La Nouvelle Génération (série télévisée, 50 épisodes)
- 2016 : Suits: Avocats sur mesure (série télévisée)
- 2016-2017 : Degrassi : La Nouvelle Promo (série télévisée)
- 2017 :  Pyewacket : Aaron
- 2019 : Thicker Than Water : Brandon Wilcox
- 2019 : Boys vs Girls : Dale
- 2019 : Random Act of Violence : Adam
- 2020 : Trop jeune pour l'épouser (I Do, or Die - A Killer Arrangement) de Stanley M. Brooks (TV) : Ray
- 2021 : Les Voleurs de la nuit (Night Raiders) : Pierre
- 2021 : Queen of Spades  : Sebastian
- 2023 : BlackBerry de Matt Johnson : Austin
- 2025 : Les Enquêtes de Murdoch : Wendall Stewart (saison 18, épisode 10)